# Ампома, Нана
Нана Опоку Ампома (англ. Nana Opoku Ampomah; 16 января 1998, Тема, Гана) — ганский футболист, полузащитник канадского клуба «Фордж».

## Клубная карьера
12 июля 2016 года Ампома перешёл из молодёжной команды «Мехелена», за которую он играл в течение полугода, в «Васланд-Беверен». Срок контракта составил три года с возможностью продления ещё на один. 30 июля дебютировал в Лиге Жюпиле в поединке против «Шарлеруа», выйдя в стартовом составе и будучи заменённым на 79-й минуте Йенсом Колсом. Уже во втором своём матче, 6 августа против «Зюлте-Варегема», получил две жёлтых карточки, которые превратились в красную и выудили его покинуть поле.
11 июля 2019 года Ампома перешёл в немецкий клуб «Фортуна» (Дюссельдорф), подписав трёхлетний контракт. 5 октября 2020 года он отправился в аренду в бельгийский клуб «Антверпен» на два года.
1 февраля 2024 года Ампома подписал многолетний контракт с клубом Канадской премьер-лиги «Фордж». Из-за проблем с разрешением на работу он смог присоединиться к клубу только в июне 2024 года. Дебютировал за «Фордж» 15 июня в матче против «Галифакс Уондерерс», отметившись голевой передачей. В матче против «Галифакс Уондерерс» 27 июля забил свой первый гол за «Фордж».